# Отомань
Отомань, Отомані (рум. Otomani) — село у повіті Біхор в Румунії. Входить до складу комуни Селача.
Село розташоване на відстані 447 км на північний захід від Бухареста, 47 км на північний схід від Ораді, 126 км на північний захід від Клуж-Напоки.

## Населення
За даними перепису населення 2002 року у селі проживали 790 осіб.
Національний склад населення села:
| Національність | Кількість осіб | Відсоток |
| -------------- | -------------- | -------- |
| угорці         | 731            | 92,5%    |
| цигани         | 48             | 6,1%     |
| румуни         | 11             | 1,4%     |

Рідною мовою назвали:
| Мова      | Кількість осіб | Відсоток |
| --------- | -------------- | -------- |
| угорська  | 780            | 98,7%    |
| румунська | 10             | 1,3%     |

## Пам'ятки
На території села у 20-х роках XX століття угорський археолог Мартон Рошка розпочав розкопки городища, що належало до археологічної культури, яка й отримала назву від нього (див. Отомань (культура)).